# Hyperaeschra pacifica
Hyperaeschra pacifica är en fjärilsart som beskrevs av Hans Hermann Behr 1892. Hyperaeschra pacifica ingår i släktet Hyperaeschra och familjen tandspinnare. Inga underarter finns listade i Catalogue of Life.